# Idzerd Frans den Beer Poortugael
Idzerd Frans den Beer Poortugael (Leiden, 24 oktober 1897 – Middelburg, 28 december 1977) was een Nederlands politicus.
Hij werd geboren als zoon van Anton Willem den Beer Poortugael (1864-1940) en Amelia Gerardina Humalda van Eijsinga (1867-1939). Hij was werkzaam bij de gemeentesecretarie van Zeist en Maarssen voor hij in 1922 in dienst trad bij de gemeente Deventer. In januari 1946 werd Den Beer Poortugael de burgemeester van Veere. In 1962 ging hij met pensioen maar hij bleef aan als waarnemend burgemeester. Twee jaar later gaf hij die functie op en eind 1977 overleed hij op 80-jarige leeftijd.
In 1903 werd zijn grootvader Jacobus Catharinus Cornelis den Beer Poortugael (voormalig minister van Oorlog) jonkheer waarmee ook I.F. den Beer Poortugael toen dit adellijk predicaat kreeg.